# BahnTower
De BahnTower is een kantoortoren in Berlijn. Het is de zetel van de Deutsche Bahn en staat aan de Potsdamer Platz. De toren is van de hand van de Amerikaanse architect Helmut Jahn en werd in 1998-99 gebouwd. Het gebouw is opgetrokken uit glas en staal, is 103 meter hoog en telt 26 verdiepingen. Het is het meest oostelijke gebouw in het zogenaamde Sony Center. Deutsche Bahn was aanvankelijk van plan in 2010, wanneer het huurcontract voor de toren afliep, te verhuizen naar een nieuw hoofdkantoor nabij Berlin Hauptbahnhof. In 2010 werd het huurcontract echter met 15 jaar verlengd.